# Etno
Etno eller etnopop är en musikgenre som framför allt finns i norra Europa i till exempel Irland, Storbritannien och Skandinavien. Den omfattar alla typer av populärmusik som tar inspiration från icke-västerländska eller forntida kulturer i sitt musikaliska och visuella uttryck. Indianska, keltiska, fornnordiska, germanska och arktiska kulturer utgör ofta inspiration för etnopopartister. Musiken är i irländarnas och britternas fall oftast gamla folkvisor. I Skandinavien är etno mest förknippad med antingen den lokala folkmusiken eller samerna och deras karaktäristiska musikklanger. Texten är ofta skriven på lokala språk, men kan också vara på engelska. 
Musiken hade stor popularitet på 1990-talet mest genom Riverdance. Även i Eurovision Song Contest var etnomusiken populär under den perioden. I Sverige började etnopopen slå igenom under mitten av 1990-talet, med Nordmans framgångar. Under 2000-talets första decennium var etnopopen populär i Melodifestivalen.

## Artister

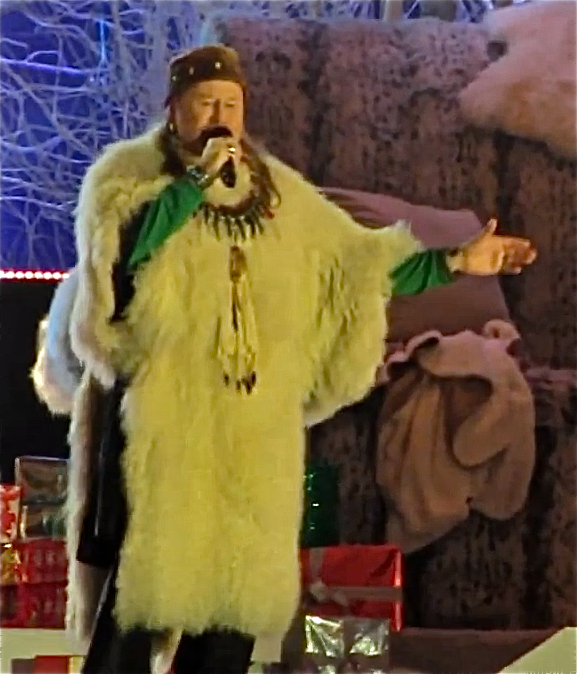
Roger Pontare

I Sverige förknippas genren, förutom Nordman, med artister som Garmarna, Roger Pontare, Sarek, Fjeld, Jon Henrik Fjällgren och Timoteij.